# Dorina
Dorina est un prénom féminin, notamment hongrois.

## Personnalités portant ce prénom
- Dorina Böczögő, (1992-) gymnaste artistique hongroise.
- Dorina Catineanu, (1954-) athlète roumaine.
- Dorina Mihai, (1981-) escrimeuse roumaine.
- Dorina Mitrea, (1965-) mathématicienne roumano-américaine.
- Dorina Pieper, (1970-) une biathlète allemande.
- Dorina Vaccaroni, (1963-) est une escrimeuse italienne.
- Pour l'ensemble des articles sur les personnes portant ce prénom, consulter :
  - la liste des articles dont le titre commence par ce prénom
  - les listes produites par Wikidata : Liste des personnes de prénom « Dorina » — même liste en incluant les éventuels prénoms composés qui contiennent « Dorina ».